# Trantor: The Last Stormtrooper
Trantor : The Last Stormtrooper est un jeu vidéo pour ZX Spectrum, Commodore 64, MSX, Amstrad CPC et Atari ST publié par Go! (un label de US Gold ) en 1987 . Une version pour MS-DOS a été publiée par KeyPunch Software. Il a été produit par Probe Software (l'équipe était composée de David Quinn, Nick Bruty et David Perry). Il a été publié en Espagne (sous le nom de "Trantor") par Erbe Software .
Le jeu est un mélange entre shoot'em up et jeu de plateforme, mais il était surtout connu pour ses sprites grands et bien animés. Bruty, qui avait auparavant produit des graphismes dans des limites strictes sur d'autres projets, a décidé de se concentrer sur les illustrations et de garder les autres aspects du jeu simples pour s'adapter aux contraintes des plates-formes.

## Gameplay
Le joueur contrôle le stormtrooper, seul survivant de la destruction de son vaisseau spatial (d'où le titre). Le gameplay consiste à explorer l'aire de jeu et à collecter des lettres de code. L'ensemble se compose de plusieurs étages différents qui peuvent être explorés librement via des ascenseurs reliés. Cependant, le temps est limité à 60 secondes au départ.
Les niveaux sont infestés de divers extraterrestres et de petits robots volants qui sapent la force de Trantor s'il les touche. Heureusement, le stormtrooper est armé d'un lance-flammes pour détruire ces ravageurs. Mais comme le temps, le carburant est limité, et le fait de pouvoir faire le plein dans des points de carburant situés à de nombreux étages est une aide non négligeable.
Chaque fois que Trantor trouve une lettre de code, son compte à rebours est réinitialisé, pour repartir jusqu'à ce qu'il trouve une autre lettre. Ainsi, une grande partie du gameplay est une course contre la montre.
Il y a aussi des casiers disséminés dans les étages qui contiennent des pick-up pour aider Trantor. Il s'agit notamment de hamburgers (qui restaurent la force) et d'horloges (qui réinitialisent l'heure, comme le ferait la recherche d'une lettre de code).
Le jeu se termine lorsque l'énergie de Trantor est épuisée ou que le chronomètre atteint zéro. La performance du joueur est affichée sous forme de pourcentage du jeu terminé, accompagnée d'un court commentaire. Le commentaire autour des dix pour cent est « Is that you, Fergus ? », faisant référence au cofondateur de Probe , Fergus McGovern.

## Séquence d'ouverture
Trantor était innovant pour l'époque en présentant une séquence d'ouverture animée lors du chargement, affichée avant l'écran d'options principal. On y voit le vaisseau de Trantor (avec des radars animés) descendant lentement dans un puits avant d'atterrir. Le personnage principal émerge alors et fait signe aux autres de le rejoindre, juste avant que le vaisseau ne se désintègre soudainement, le laissant seul.

## Réponse critique
Trantor a généralement reçu des critiques positives, Your Sinclair lui donnant 9/10 et le qualifiant de "divertissement merveilleux et valant bien plus que le prix demandé". Tom Dillon du magazine Sinclair User a décrit l'animation du personnage principal comme "la plus réaliste que j'ai vue sur n'importe quel ordinateur 8 bits" et a donné au jeu la note de 10/10.
CRASH, à l'inverse, a déclaré que « l'excellente présentation et les graphismes dissimulent un gameplay superficiel » et lui a attribué une note globale de 68 %.

## Les références
1. ↑  (en-US) Jones, « The Making Of Trantor: The Last Stormtrooper », www.retrogamer.net, Future Publishing Limited, 2 janvier 2017 (consulté le 6 mars 2019) : « As Trantor was my first design, I thought: ‘Screw it. I’m going to blow the entire memory on art and keep the game simple.’ »
2. ↑  (en) « Retro gamer №138 », Issuu (consulté le 6 mars 2019)
3. ↑  South, « Screen Shots: Trantor », Your Sinclair, no 24,‎ décembre 1987, p. 42 (lire en ligne)
4. ↑  Dillon, Tom (December 1987). "Arcade review: Trantor the last stormtrooper". Sinclair User (Consulté le 6 Mars 2019).
5. ↑  « World of Spectrum - Crash-46 », World of Spectrum (consulté le 6 mars 2019)